# HD 114971
HD 114971，又名CD-48 8050，SAO 224000、HR 4996，是一颗恒星，视星等为5.89，位于銀經306.86，銀緯13.74，其B1900.0坐标为赤經13h 8m 50.2s，赤緯-48° 13.74′ 29″。